# Salaš Fisher
Le salaš Fisher (en serbe cyrillique : Фишеров салаш у Руми ; en serbe latin : Fišerov salaš u Rumi) est situé sur la route Ruma-Jarak, dans la province de Voïvodine et dans le district de Syrmie, en Serbie. Il est inscrit sur la liste des monuments culturels de grande importance de la République de Serbie (identifiant no SK 1310).

## Présentation
Le salaš Fischer est situé sur la route Ruma–Šabac près de Jarak. Il a été construit entre 1900 et 1904 pour la famille Fischer par l'architecte Hermann Bollé. Il se trouve dans un parc riche de nombreuses espèces de plantes indigènes et exotiques et a été conçu comme un bâtiment représentatif en bois destiné à servir de résidence d'été. Il a brûlé en 1966 et les travaux de restauration ont modifié son aspect d'origine,.
De plan rectangulaire, l'édifice est orienté est-ouest. Tout au long des façades nord et ouest court une galerie en bois ornée de piliers sculptés. La façade sud possède trois fenêtres de tailles différentes et un porche d'entrée. Le toit en bois est recouvert de roseau.